# ویکنته رودریگز
ویکنته رودریگز (به اسپانیایی: Vicente Rodríguez) بازیکن فوتبال اهل اسپانیا است که از سال ۲۰۰۱ میلادی عضو تیم ملی فوتبال اسپانیا بوده و در ۳۸ بازی ملی حضور داشته‌است. او در بازی‌های ملی‌اش ۳ گل به ثمر رساند.